# Orbona
Pour l’article homonyme, voir Orbona Corona.

Orbona est une déesse de la Rome antique. Gaffiot la donne comme « déesse de l'orphelinage [invoquée contre l'orphelinage] ».
Des témoignages de Cicéron, de Pline l'Ancien, de Tertullien, de saint Cyprien et d'Arnobe, le plus clair est celui d'Arnobe : in tutela sunt Orbonae orbati liberis parentes (« De ces parents [dont les enfants sont privés], leurs enfants sont pris en charge par Orbona »).

## Dans la culture populaire
- Dans la série dramatique de HBO, Rome, la déesse est mentionnée comme la bienheureuse Orbona par Lyde après avoir rejoint le temple.